# Sticholotis quadriflavomaculata
Sticholotis quadriflavomaculata (лат.) — вид жесткокрылых из семейства божьих коровок.

## Распространение
Распространён во Вьетнаме.

## Морфология имаго
Взрослая коровка длиной в среднем 4,1 мм и шириной — 3,7 мм. Тело почти полушаровидное. Верхняя часть тела блестящая, коричнево-чёрная, с четырьмя большими светло-жёлтыми пятнами на надкрыльях: два передних пятна поперечные и большие, два задних — круглые.
Голова коричнево-чёрная. Верхняя губа и наличник жёлто-коричневые. Лоб широкий, пунктировка на голове грудная и густая. Усики и ротовые органы коричневые. Усики длинные и тонкие, из 11 члеников, их последний членик длинный, почти острый на вершине. Мандибула довольно крупная, с чёрными тупыми зубцами.
Переднеспинка чёрная, выпуклая, с окаймляющим боковые края валиком, передние и задние углы закруглённые. Пунктировка на переднеспинке грубая и редкая. Щиток маленький, длинный и треугольный.
Надкрылья с тонкой точечностью, но вдоль узкого валика боковых краёв имеются линии из губных длинных точек. Эпиплевры надкрылий доходят до вершины надкрылий, с ясными глубокими ямками для колен.
Нижняя часть тела тёмно-коричневого цвета, с более тёмными боковыми краями. Голени и лапки жёлто-коричневые. Переднегрудный выступ почти квадратный с ясными валиком. Брюшко с пятью видными стернитами, из которых первый длиннее трёх следующих, вместе взятых. Последний стернит длинный, треугольной формы. Бёдра большие, слегка уплощённые; голени тонкие, лапки скрыто четырёх-члениковые, коготки простые. Генитальные пластинки удлинённые, треугольные.